# 恵比須島 (静岡県)

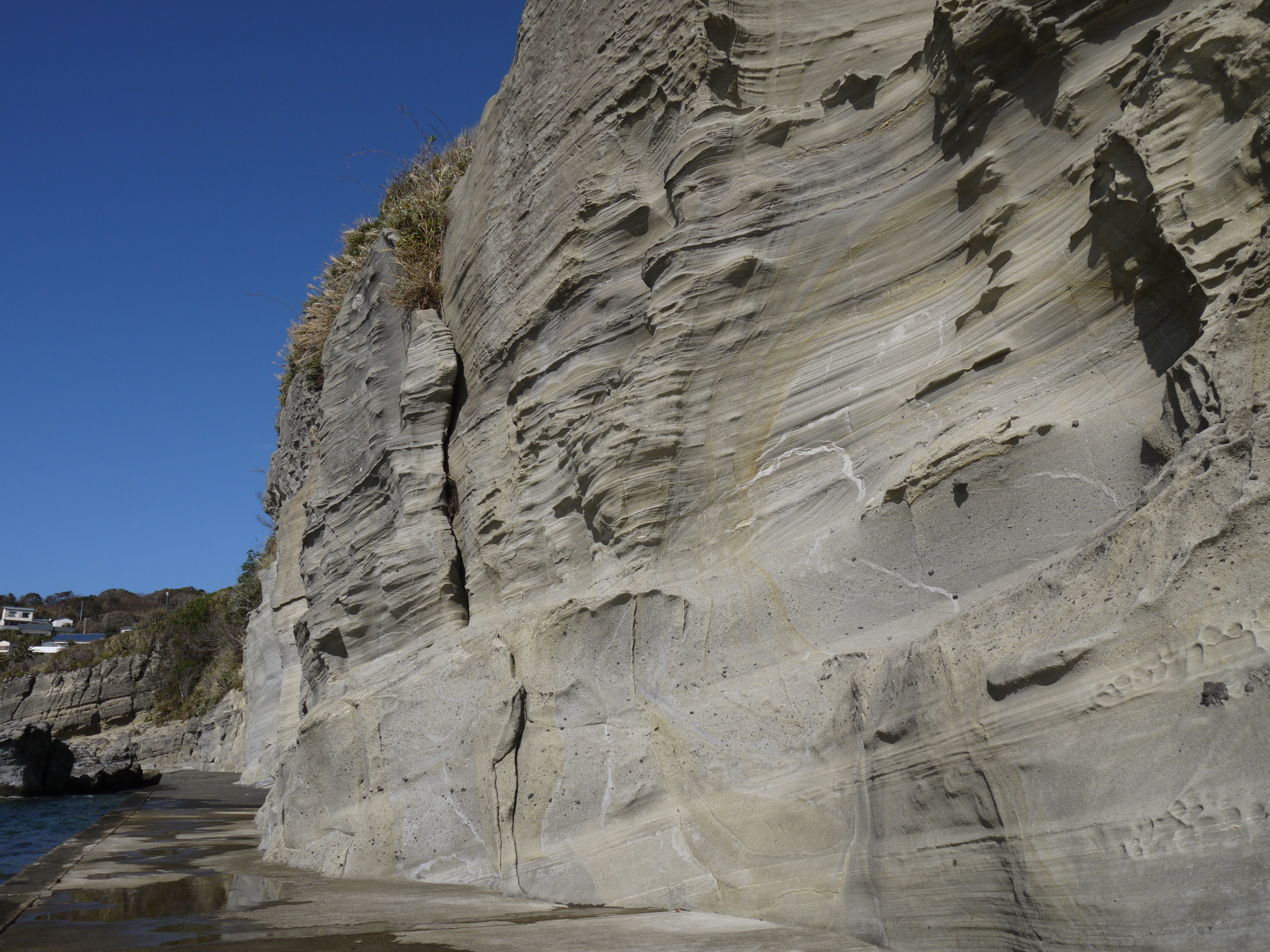
火山から噴出した火山灰や軽石が海底に降りつもったり、海流に運ばれたりしてできた地層。

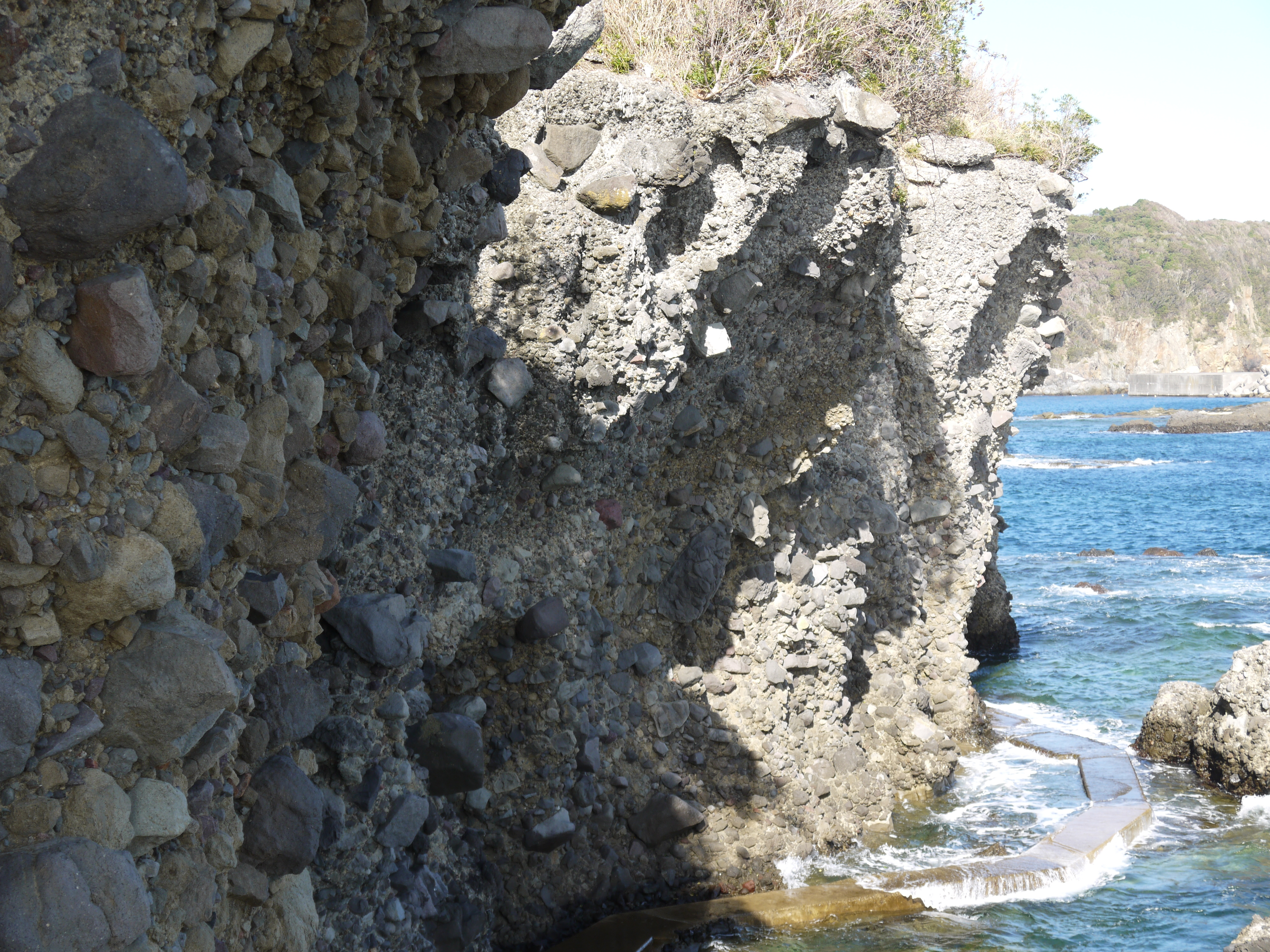
海底を流れた土石流の地層。

恵比須島（えびすしま、えびすじま）は、伊豆半島の南部、静岡県下田市須崎の相模灘にある島。古くは夷子島（えびすしま）などとも記され、また須崎恵比須島（すさきえびすしま）と呼ばれることもある。
なお、恵比寿島と書かれることがあるが、国土地理院所管の地形図における記述は恵比須島である。

## 概要
島は南北に伸びた小判形で、最長で約170メートル。無人島で、陸とは長さ50メートルほどの人道橋で結ばれている。島の周囲には遊歩道があり干潮時には周回できる。島の南側は干潮時には千畳敷と呼ばれる火山角礫岩と砂岩で構成される岩畳（波食棚）が現れ、磯遊びや磯釣りの場となっている。樹木に混じってエリカ、ハマユウ、ツワブキなどの植物が群生する。頂上付近には「須崎恵比須島指向灯」と、「恵比須神社」（法人番号：1080105004383）がある。島からは伊豆諸島や石廊崎、神子元島が一望できる。

## 夷子島遺跡
島からは7世紀から8世紀頃とみられる須恵器や、祭祀用の滑石製の臼玉、手捏土器（てづくねかわらけ）が多数発見されている。この祭祀遺物があった土層からは焚火跡も3箇所発見されている。このことから海の神に祈りを捧げた場所であると考えられている。これらは夷子島遺跡として下田市の指定文化財となっている。